# غويلرمو كوبولا
غويلرمو كوبولا (بالإسبانية: Guillermo Esteban Coppola)‏ هو شخصية أعمال أرجنتيني، ولد في أكتوبر 1949.